# Адам ле Версел
Адам ле Версел (фр. Adam-lès-Vercel) насеље је и општина у источној Француској у региону Франш-Конте, у департману Ду која припада префектури Безансон.
По подацима из 2011. године у општини је живело 114 становника, а густина насељености је износила 35,74 становника/km². Општина се простире на површини од 3,19 km². Налази се на средњој надморској висини од 664 метара (максималној 821 m, а минималној 634 m).

## Демографија
| 1962. | 1968. | 1975. | 1982. | 1990. | 1999. | 2011. |
| ----- | ----- | ----- | ----- | ----- | ----- | ----- |
| 57    | 62    | 47    | 53    | 65    | 67    | 114   |

График промене броја становника у току последњих година